# Філон Лариський
Філон Лариський (дав.-гр. Φίλων ο Λαρισαίος; 154/153–84/83 до н.е.) — давньогрецький філософ. Був учнем Клітомаха, якому вдалося очолити Академію. Під час Мітрідатних війн, коли було знищено Академію, він відправився до Риму, де Цицерон слухав його лекції. Жоден з його творів не зберігся. 
Про його погляди відомо опосередковано, з праць Нуменія, Секста Емпірика і Цицерона. В цілому, його філософія характеризується відходом від академічного скептицизму «Середньої» і «Нової» Академії в сторону догматизму Платона. Наприклад, він запропонував більш помірний погляд на скептицизм, ніж його вчителі, дозволяючи тимчасові переконання без впевненості.

## Життя
Філон народився в Ларисі в 154/3 р. до н.е. Він переїхав до Афін, де став учнем Клітомаха. За словами Секста Емпірика, він був засновником «Четвертої академії». 
Еклектичну Академію називали четвертою і п'ятою: «Було, як каже більшість, три академії. Перша і найдавніша – з прихильників Платона, друга й середня – з прихильників Аркесилая, слухача Полемона, третя й нова – з прихильників Карнеада й Клітомаха, деякі ж додають і четверту – з прихильників Філона й Харміда, інші кажуть і про п'яту – з прихильників Антіоха».
Але інші письменники відмовляються визнати окреме існування більш ніж трьох академій. Філон був учителем Антіоха Аскалона, який став його противником у школі платоністів.
Був останнім відомим керівником Академії Платона під час його скептичної фази. Але сучасні докази не дозволяють сказати напевно, чи був Філон останнім керівником Академії, чи його наступником став його учень Антіох Аскалон.
Під час Мітрідатових воєн Філон залишив Афіни й відправився до Риму в 88 р. до н.е. У Римі він читав лекції про риторику і філософію та збирав навколо себе багато видатних учнів, серед яких найвідомішим був Цицерон. 
Цицерон високо цінував Філона, називав його «великим мужем» (Академіка друга. 1.4.13), явно перебільшуючи значення Філона з Лариси в історії філософії.
Філон ненавмисно допоміг створити основу для подальшого відродження платонізму як догматичної традиції, що ґрунтується на інтерпретації платонівських доктрин.

## Філософія
Жоден з творів Філона не зберігся; наші знання про його погляди ґрунтуються на творах Нуменія, Секста Емпірика і Цицерона. Хоча він, мабуть, написав інші роботи з епістемології та етики, єдиними книгами, які ми знаємо, є так звані «римські книги», в яких Філон виклав свої пізні погляди на знання та історію Академії.
Загалом, його філософія була реакцією на академічний скептицизм Середньої та Нової академії на користь догматизму Платона.
Філон навчав риторики, а також філософії, і розширив аналогію Платона між тим, як філософія дбає про душу, і тим, як медицина оберігає тіло. Але він, мабуть, найбільше цікавився епістемологією, тоді домінантним філософським напрямком в роботі Академії, і вчені найкраще поінформовані про його погляди в цій області.
Він стверджував, що за допомогою концептуальних понять об'єкти не могли бути сприйняті, але були зрозумілі за своєю природою. Незрозуміло, як він зрозумів останнє: посилаючись на свідчення та відповідність відчуттів, які ми отримуємо від речей, чи повернувся до платонівського припущення про безпосереднє духовне сприйняття. 
Філон зробив лише невеликий крок від скептицизму до догматизму. Про це Секст Емпірик сказав так: «Прихильники Філона кажуть, що оскільки справа стосується стоїчного критерію, тобто осягаючого (каталептичного) уявлення, – речі несприймані, оскільки ж справа стосується природи речей, вони сприймані». Це досить темне свідчення. Сучасний італійський історик античної філософії Джованні Реале знаходить у цьому свідченні Секста Емпірика два смисли: вужчий і ширший. «Відповідно до першого, тут сказано, що стоїчний критерій істини (осягаюче уявлення) неправильний, а оскільки стоїчний, найтонший, критерій неправильний, то й жоден інший критерій істини не може бути правильним, але все це не означає, що речі об'єктивно непізнавані, вони тільки незбагненні для нас. Відповідно до іншої, ширшої, інтерпретації фрагмента, він означає, що хоча стоїчний критерій істини й неправильний, може бути інший, правильніший, критерій (наприклад, платонівський), тому що за самою своєю природою речі й об'єктивно збагненні, і пізнавані нами».